# Miklucho-Maklaj
Miklucho-Maklaj (Миклухо-Маклай) è un film del 1947 diretto da Aleksandr Efimovič Razumnyj.